# Hovedserien 1955-1956
L'edizione 1955-56 della Hovedserien vide la vittoria finale del Larvik Turn.
Capocannoniere del torneo fu Willy Fossli (Asker), con 17 reti.

## Classifica finale

### Gruppo A
|   | Classifica    | G  | V  | N | P | GF | GS | Pt |
| - | ------------- | -- | -- | - | - | -- | -- | -- |
| 1 | Larvik Turn   | 14 | 10 | 1 | 3 | 40 | 15 | 21 |
| 2 | Sandefjord BK | 14 | 7  | 2 | 5 | 26 | 19 | 16 |
| 3 | Viking        | 14 | 5  | 5 | 4 | 25 | 26 | 15 |
| 4 | Vålerengen    | 14 | 5  | 4 | 5 | 23 | 28 | 14 |
| 5 | Rapid         | 14 | 4  | 4 | 6 | 23 | 26 | 12 |
| 6 | Odd           | 14 | 4  | 4 | 6 | 18 | 24 | 12 |
| 7 | Brann         | 14 | 4  | 3 | 7 | 27 | 27 | 11 |
| 8 | Varegg        | 14 | 3  | 5 | 6 | 15 | 32 | 11 |

### Gruppo B
|   | Classifica  | G  | V  | N | P  | GF | GS | Pt |
| - | ----------- | -- | -- | - | -- | -- | -- | -- |
| 1 | Fredrikstad | 14 | 13 | 1 | 0  | 54 | 17 | 27 |
| 2 | Asker       | 14 | 11 | 1 | 2  | 41 | 16 | 23 |
| 3 | Skeid       | 14 | 7  | 3 | 4  | 34 | 18 | 17 |
| 4 | Lillestrøm  | 14 | 6  | 1 | 7  | 19 | 25 | 13 |
| 5 | Frigg       | 14 | 6  | 0 | 8  | 27 | 37 | 12 |
| 6 | Sarpsborg   | 14 | 3  | 5 | 6  | 27 | 30 | 11 |
| 7 | Kvik        | 14 | 2  | 2 | 10 | 12 | 44 | 6  |
| 8 | Ranheim     | 14 | 1  | 1 | 12 | 12 | 39 | 3  |

### Finale scudetto
| Larvik Turn | 3 – 2 | Fredrikstad |

### Verdetti
- Larvik Turn Campione di Norvegia 1955-56.
- Brann, Varegg, Kvik e Ranheim retrocesse in Landsdelsserien.